# Werner Rodolfo Greuter
Werner Rodolfo Greuter (27 de febrero de 1938) , Génova, Italia, nacionalizado suizo, es un prominente botánico taxónomo, profesor . Es muy conocido por ser catedrático del Comité Editorial del International Code of Botanical Nomenclature (ICBN) - habiéndolo sido en los previos St Louis Code (2000), y en el Tokyo Code (1994), pero no en el actual Vienna Code (2006). Su política propuesta de estrictos registros de los nombres botánicos resultó impopular, por lo que en 1999 no fue reelecto para un nuevo periodo que venció en 2005.

## Biografía
El Prof. Greuter fue a escuelas de Bellinzona y de Winterthur, recibiendo su doctorado de la Universidad de Zúrich en 1972.
Opositó y ganó el 1 de abril de 1978 su actual empleo: Profesor de Biología en el "Instituto de Biología de la Universidad Libre de Berlín, y primer Director del Jardín botánico de esa Universidad, y del "Museo Botánico de Berlín, (siglas en alemán: BGBM).

## Honores

### Galardones
- OPTIMA Gold Medal, 1998
- Galardón de Servicios Distinguidos, XVI International Botanical Congress, San Luis, Misuri
- Medalla Theophrastus de Honor, de la Sociedad Botánica Helénica, 2000
- Profesorado Honorario (Categoría Docente Especial de Profesor Invitado), Universidad de La Habana, 2004

### Eponimia
- (Acanthaceae) Acanthus greuterianus Snogerup, B.Snogerup y Strid[1]

- (Alliaceae) Allium greuteri Brullo y Pavone[2]

- (Amaryllidaceae) Sternbergia greuteriana Kamari y R.Artelari[3]

- (Apiaceae) Bupleurum greuteri Snogerup[4]

- (Asteraceae) Centaurea greuteri E.Gamal-Eldin y Wagenitz[5]

- (Boraginaceae) Heliotropium greuteri Riedl[6]

- (Caryophyllaceae) Minuartia greuteriana Kamari[7]

- (Caryophyllaceae) Silene greuteri Phitos[8]

- (Colchicaceae) Colchicum greuteri (Gabrieljan) K.Perss.[9]

- (Euphorbiaceae) Euphorbia greuteri N.Kilian, Kürschner y P.Hein[10]

- (Fabaceae) Astragalus greuteri Bacch. y Brullo[11]

- (Globulariaceae) Globularia greuteri Mateos y Valdés[12]

- (Orchidaceae) Epipactis greuteri H.Baumann y Künkele[13]

- (Orchidaceae) Peltopus greuterianus Szlach. y Marg.[14]

- (Plumbaginaceae) Limonium greuteri Erben[15]

- (Polygonaceae) Persicaria greuteriana Galasso[16]

- La abreviatura «Greuter» se emplea para indicar a Werner Rodolfo Greuter como autoridad en la descripción y clasificación científica de los vegetales.[17]